# Dolenje selce
Dolenje selce (tudi Dolenje Selce) so naselje v občini Trebnje.
Dolenje selce so gručasta vasica na kraški ravnini pod gozdnatim Kozjekom (457 m). V bližini vasi so njive in travniki: na jugu Krokarca, na severu Gobavce, Kravcarca in Ponikje, v Bukovju pa raste gozd. Sredi vasi je cerkev svetega Antona, ki hrani kvalitetno opremo iz 17. stoletja, njen prezbiterij je grebenasto obokan, na bližnjem Kozjeku pa so razvaline gradu, ki je za časa Valvasorja še stal, nanj pa se veže Jurčičeva povest Jurij Kozjak, slovenski janičar. Med njegovimi lastniki so bili tudi grofje Saurer, ki so bili zaščitniki protestantov in so se v času reformacije polastili cerkve svetega Antona v Dolenjih Selcah. V času NOB je bil del vasi požgan. 
- Cerkev sv. Antona
- Dolenje selce (2024)
- Dolenje Selce (2015)